# جولييان أيالا
جولييان أيالا (بالإسبانية: Julián Ayala)‏ هو مبارز بالسيف مكسيكي، ولد في 6 مارس 1992.

## وصلات خارجية
- جولييان أيالا على موقع أوليمبيديا (الإنجليزية)